# Radetina
Radetina (en serbe cyrillique : Радетина) est un village du nord-est du Monténégro, dans la municipalité de Rožaje.

## Démographie

### Évolution historique de la population
| 1948 | 1953 | 1961 | 1971 | 1981 | 1991 | 2003 |
| ---- | ---- | ---- | ---- | ---- | ---- | ---- |
| 378  | 413  | 438  | 360  | 472  | 500  | 379  |